# Rhomborista
Rhomborista is een geslacht van vlinders van de familie spanners (Geometridae), uit de onderfamilie Geometrinae.

## Soorten
- R. devexata Walker, 1861
- R. mianta West, 1930
- R. monosticta Wehrli, 1924
- R. semipurpurea Warren, 1897